# Morrisville (Canada)
Morrisville is een plaats en gemeente (town) in de Canadese provincie Newfoundland en Labrador. De gemeente bevindt zich aan de zuidkust van het eiland Newfoundland.

## Geografie
Morrisville ligt aan de oevers van de Bay d'Espoir, een lange en smalle baai aan Newfoundlands zuidkust, op ruim 40 km vaarafstand van de open zee. De plaats ligt meer bepaald aan de samenkomst van de Bay d'Espoir met The Southeast, een barachois aan de monding van de rivier de Conne.
Main Street is de enige toegangsweg tot het dorp. Deze weg verbindt de plaats met het noordelijker gelegen dorp Milltown, dat deel uitmaakt van de buurgemeente Milltown-Head of Bay d'Espoir. Schuin tegenover het dorpscentrum van Morrisville, aan de overkant van The Southeast, ligt Samiajij Miawpukek, een indianenreservaat van de Mi'kmaq.

## Geschiedenis
In 1971 werd het dorp een gemeente met de status van local government community (LGC). In 1980 werden LGC's op basis van The Municipalities Act als bestuursvorm afgeschaft. De gemeente werd daarop automatisch een community om een aantal jaren later uiteindelijk een town te worden.
In 1994 liet de provinciale overheid een haalbaarheidsonderzoek voeren naar de eventuele creatie van een fusiegemeente bestaande uit Morrisville en Milltown-Head of Bay d'Espoir. De fusie vond echter nooit plaats en Morrisville bleef gewoon als zelfstandige gemeente voortbestaan.
Op 11 oktober 2016 werd de plaats getroffen door hevige overstromingen na een zware storm. Verschillende wegen, waaronder de enige toegangsweg, werden onberijdbaar door schade en puin. Enkele woningen werden beschadigd en verschillende voertuigen, bomen en enkele bijgebouwen werden weggespoeld.

## Demografie
Demografisch gezien is Morrisville, net zoals de meeste kleine gemeenten op Newfoundland, al decennia aan het krimpen. Tussen 1981 en 2021 daalde de bevolkingsomvang van 233 naar 93. Dat komt neer op een daling van 140 inwoners (-60,1%) in 40 jaar tijd.
In 2021 telde de plaats 46 woningen, waarvan er 43 bewoond waren. Alle inwoners hadden het Engels als moedertaal.
| Demografische ontwikkeling van Milltown-Head of Bay d'Espoir tussen 1951 en 2021 |
| -------------------------------------------------------------------------------- |
|                                                                                  |
| Bron: Statistics Canada (1951–1986, 1991–1996, 2001–2006, 2011–2016, 2021)       |